# 哈泽斯莱乌
哈泽斯莱乌（丹麥語：Haderslev，發音：[ˈhæðˀɐˌsle̝w]，發音：[ˈhaːdɐsleːbm̩] ⓘ）是位於丹麦南日德兰半岛东部的一个城镇，十二世紀由維京人所創建，人口為22,101人。它是哈澤斯萊烏市鎮的主要城镇和行政所在地。桑德捷斯基足球會的主場就位於哈泽斯莱乌。